# Tỉnh ủy Hưng Yên
Tỉnh ủy Hưng Yên hay còn được gọi Ban chấp hành Đảng bộ tỉnh Hưng Yên là cơ quan lãnh đạo cao nhất của Đảng bộ tỉnh Hưng Yên giữa hai kỳ đại hội đại biểu Đảng bộ tỉnh Hưng Yên, do Đại hội Đại biểu Đảng bộ tỉnh bầu.
Tỉnh ủy Hưng Yên có chức năng thi hành nghị quyết, quyết định của Đại hội Đại biểu Đảng bộ tỉnh Hưng Yên, Ban Chấp hành Trung ương Đảng, Ban Bí thư và Bộ Chính trị.
Đứng đầu Tỉnh ủy là Bí thư Tỉnh ủy và thường là ủy viên Ban chấp hành Trung ương Đảng. Bí thư hiện tại là Ủy viên Ban Chấp hành Trung ương Đảng Nguyễn Hữu Nghĩa.

## Ban Thường vụ Tỉnh ủy khóa XX (2020 - 2025)
Ngày 30 tháng 6 năm 2025, tại tỉnh Hưng Yên tổ chức Lễ công bố Nghị quyết, Quyết định của Trung ương và địa phương về sắp xếp đơn vị hành chính cấp tỉnh và cấp xã, kết thúc hoạt động cấp huyện. Tại buổi lễ, Bộ Chính trị công bố Quyết định chỉ định Ban Thường vụ Tỉnh ủy Bắc Ninh nhiệm kỳ 2020-2025 gồm 21 đồng chí.
1. Nguyễn Hữu Nghĩa - Ủy viên Trung ương Đảng, Bí thư Tỉnh ủy.[3][4][5]
2. Trần Quốc Toản - Phó Bí thư thường trực Tỉnh ủy.[3][5]
3. Trần Quốc Văn - Phó Bí thư Tỉnh ủy, Chủ tịch HĐND Tỉnh.[3][5]
4. Nguyễn Khắc Thận - Phó Bí thư Tỉnh ủy, Chủ tịch UBND Tỉnh.[3][5]
5. Nguyễn Mạnh Hùng, Phó Bí thư Tỉnh ủy, Chủ tịch Ủy ban MTTQ Việt Nam Tỉnh.[3][5][6]
6. Nguyễn Lê Huy - Phó Chủ tịch UBND Tỉnh.[3][7]
7. Nguyễn Quang Hưng - Phó Chủ tịch UBND Tỉnh.[3][7]
8. Đặng Thanh Giang - Phó Chủ tịch HĐND Tỉnh.[3][7]
9. Lê Xuân Tiến - Phó Chủ tịch HĐND Tỉnh.[3][7]
10. Nguyễn Văn Chiến - Trưởng ban Tuyên giáo và Dân vận Tỉnh ủy.[3][6]
11. Lê Quang Hòa - Chủ nhiệm Ủy ban Kiểm tra Tỉnh ủy.[3][6]
12. Phạm Văn Khuê - Trưởng ban Tổ chức Tỉnh ủy.[3][6]
13. Quách Thị Hương - Hiệu trưởng Trường Chính trị Nguyễn Văn Linh.[3][6]
14. Đào Hồng Vận - Trưởng Đoàn ĐBQH khóa XV Tỉnh, Giám đốc Sở Nội vụ.[5][8]
15. Trần Xuân Ánh - Giám đốc Công an Tỉnh.[3][9]
16. Trần Thị Thanh Thủy - Bí thư Đảng ủy, Chủ tịch HĐND phường Mỹ Hào.[3][10]
17. Vũ Kim Cứ - Trưởng Ban Quản lý Khu kinh tế và các Khu công nghiệp Tỉnh.[3][11]
18. Hoàng Thái Phúc - Trưởng ban Nội chính Tỉnh ủy.[3][11]
19. Phạm Đồng Thụy - Giám đốc Sở Giáo dục và Đào tạo.[3][8]
20. Vũ Thanh Vân - Chánh Thanh tra Tỉnh.[3][8]
21. Ngô Thị Kim Hoàn[3]